# Oswald Baboke
Oswald Baboke, né le 28 février 1972, est un haut fonctionnaire camerounais. Il est le directeur adjoint du Cabinet Civil à la présidence du Cameroun depuis 2018.

## Biographie

### Débuts
Oswald Boboké est né le 28 février 1972 et est originaire de Dimako dans la région de l'Est. Il fait des études supérieures à l'Université de Yaoundé II à Soa, puis à l'Université de Tours en France. Il est également diplômé de l'Institut des Relations Internationales du Cameroun.

### Carrière
Oswald Baboké intègre le cabinet civil en 2000 en tant que chargé d'études assistant au protocole d'Etat, puis attaché au cabinet civil. En 2010, il est promu au poste de conseiller technique au cabinet civil. Il est réputé proche de la première dameChantal Biya. De conseiller à la présidence du Cameroun, il est nommé directeur adjoint du Cabinet Civil de la présidence du Cameroun le 2 mars 2018,. Il fait partie du gouvernement camerounais et a rang de ministre . Il remplace à ce poste Joseph Le, nommé ministre de la fonction publique et de la réforme administrative.
Oswald Baboke est l'auteur de trois ouvrages dont La Lettre de la Réunification au peuple camerounais, paru en 2013 ainsi que Les Septennats du Président et Paul Biya, Les Grandes réalisations, tous deux parus en 2018 sous forme de coffret.

### Vie privée et religieuse
Oswald Baboké est chretien, consacré pasteur et leader de l'église chrétienne la chapelle de la gloire de Christ. Il est marié à Crescence Baboke et père de 5 enfants parmi lesquels la chanteuse camerounaise Indira Baboke, artiste musicienne de gospel depuis l’âge de 06 ans.
Ce dernier affirme avoir donné sa vie au Seigneur Jésus-Christ depuis février 2001. Son prédicateur et maitre de conscience est « l’apôtre » Etienne Konguep. Il affirme vouloir porter l’évangile sur les cimes du pouvoir au Cameroun. Consacré pasteur, Baboke a emmené dans sa foi toute sa petite famille. Son épouse Crescence Baboke est elle aussi pasteure, ainsi que sa fille chanteuse de gospel, Indira Baboké. C’est d’ailleurs son épouse qui écrit les textes de sa fille Indira Baboke.
À 49 ans, Oswald Baboké est une tête pensante du pouvoir. Il est aussi l’un de ses soutiens indéfectibles. L’arrivée de Baboke à ce poste de responsabilité est le contraire des idées reçues entretenues. Ses convictions religieuses seraient de nature à rassurer qu’il n’est pas ce dirigeant qui a le réflexe de se remplir les poches à tous les coups.
Pour mieux parfaire son don dans le Seigneur, l’enseignement de la parole reste sa particularité, et ce, depuis vingt ans. Une ambition qu’il a su transmettre à ses cinq enfants, notamment sa fille Indira Baboke.

## Biens et richesse
Directeur adjoint du cabinet civil du président Paul Biya, rang de ministre, pasteur… et redoutable entrepreneur, Oswald Baboke est cité dans un surprenant conflit  foncier. La société Jociddalo Petroleum (une entreprise spécialisée dans la commercialisation des produits petroliers) Fondée en 2021 par Mme AWAPIRA Crescence épouse  BABOKE, fait également partie du patrimoine de la cette famille,.

## Publications
- La Lettre de la Réunification au peuple camerounais, 2013
- Les Septennats du Président, 2018,
- Paul Biya, Les Grandes réalisations, 2018

## Distinctions
- Commandeur de l'ordre national de la valeur